# No. 298 Squadron RAF
Le Squadron RAF No. 298 fut un squadron de la Royal Air Force pendant la Seconde Guerre mondiale, de 1942 à 1946.

Sa devise était Silent We Strike (en français : Nous frappons en silence)

## Histoire
1942. Le 24 août, le squadron No. 298 est formé au terrain RAF Thruxton (en) en  Angleterre pour effectuer des opérations spéciales avec le Armstrong Whitworth Whitley. Il est démantelé le 19 octobre, sans avoir effectué d’opération spéciale.
1943. Le squadron est reformé le 4 novembre au terrain RAF de Tarrant Rushton, Dorset du nord, Angleterre, avec le Handley Page Halifax. Il est alors utilisé pour l’entraînement au remorquage du planeur GAL 49 Hamilcar.
1944.
- Février. Il commence à acheminer des agents du SOE.
- Pendant le débarquement en Normandie, le squadron remorque les planeurs Airspeed AS.51 Horsa et GAL 49 Hamilcar vers leurs zones d’atterrissage autour des plages (opération Tonga[1]). Une opération inhabituelle implique le parachutage de jeeps transportées sous des Handley Page Halifax.
- Puis le squadron retourne à ses missions pour le SOE.
- Entre ses missions SOE, le squadron remorque des planeurs Hamilcar and Horsa jusqu’à Arnhem (opération Market Garden).

1945.
- Mars. Le squadron se déplace au terrain RAF de Woodbridge (en) dans le Suffolk en Angleterre pour remorquer les planeurs de l’autre côté du Rhin (Opération Varsity).
- Le squadron retourne à ses missions de fourniture et de transport normales.
- Juillet. Le squadron se déplace à Raipur en Inde, où il fournit le support de transport aérien à l'armée de terre.

1946.
- Mars. Le squadron est engagé dans des sorties organisées pour ravitailler en riz depuis Meiktila, Birmanie, les populations affamées de la jungle.
- 30 décembre. Le squadron est démantelé à Mauripur (en) en Inde.

## Appareils utilisés
- 1942. Armstrong Whitworth Whitley V
- 1944. Handley Page Halifax V, III et A7

## Sources
Article de Wikipédia en anglais